# Nangū-taisha

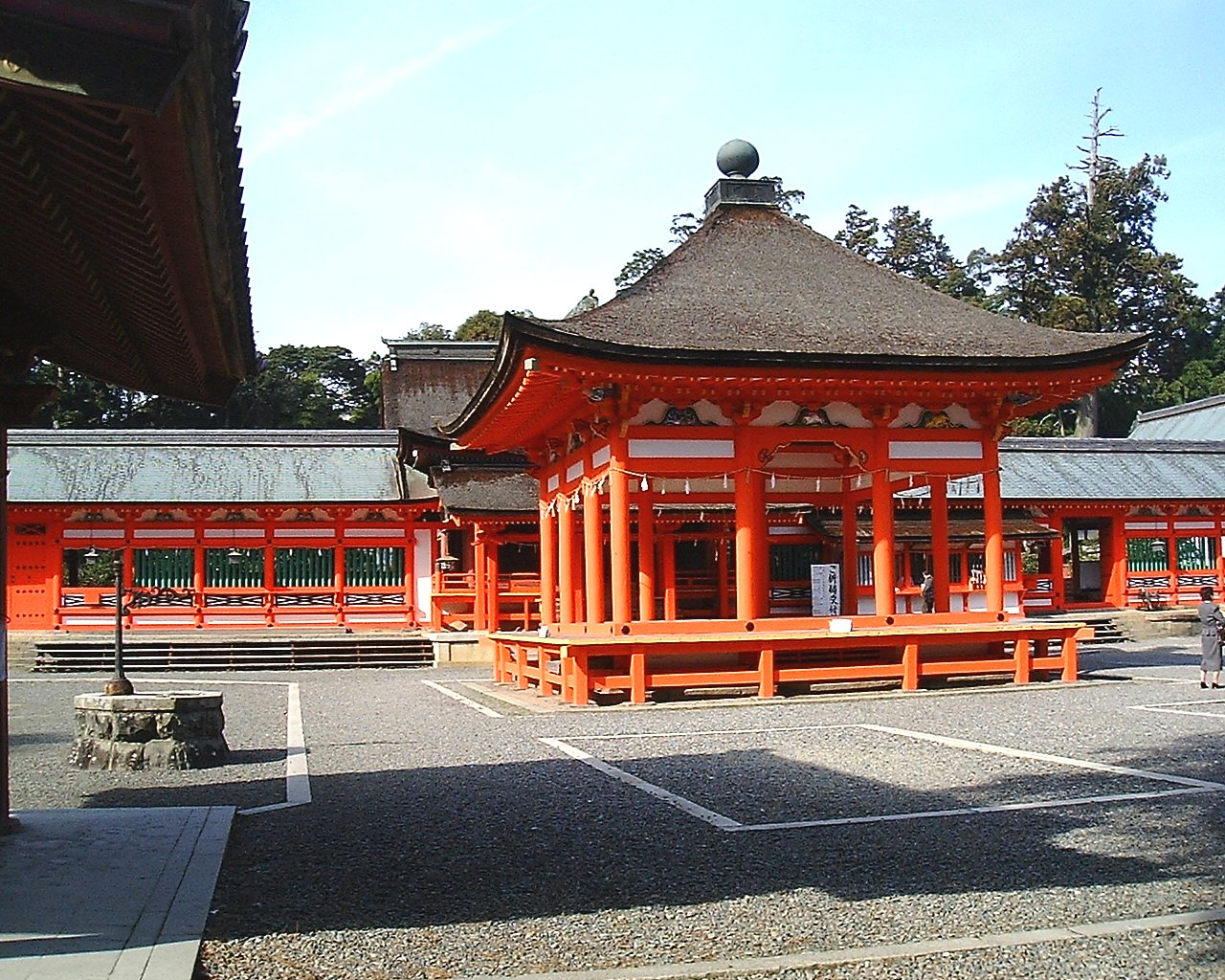
Le Nangū-taisha.

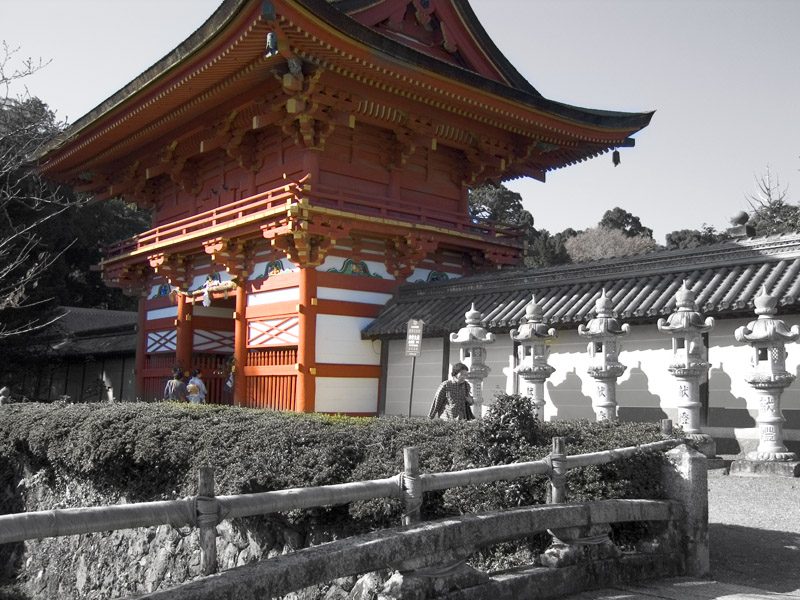
Vue du Nangū-taisha.

Le Nangū-taisha (南宮大社) est un sanctuaire shinto situé dans la ville de Tarui du district de Fuwa, préfecture de Gifu au Japon.

## Histoire
Le sanctuaire est construit sous le règne de l'empereur Jimmu (-711 à -585), dont l'existence n'est cependant pas attestée historiquement.
Au cours de la bataille de Sekigahara en 1600, le Nangū-taisha est complètement détruit par le feu et reste à l'état de ruines jusqu'en 1642, lorsque Tokugawa Iemitsu en ordonne la reconstruction.
En 1867, en conséquence du shinbutsu bunri, le temple bouddhiste situé sur le site du sanctuaire est transféré vers un autre emplacement. Ce temple, toujours situé à Tarui, s'appelle à présent le Shinzen-in (真禅院).
Le Nangū-taisha est mentionné dans l'Engishiki Jinmyōchō (延喜式神名帳), livre du milieu du Xe siècle. Le sanctuaire est à l'époque l'ichi-no-miya de la province de Mino. En 1871, son nom est « Nangū-jinja » (南宮神社), mais il est promu taisha (大社, « grand sanctuaire ») en 1925. Son nom est changé pour celui de Nangū-taisha après la Seconde Guerre mondiale pour indiquer sa promotion.